# Кярнер, Олле
Олле Кярнер (эст. Olle Kärner, 24 ноября 1977) — эстонский ориентировщик, призёр чемпионата Европы 2006 по спортивному ориентированию.
Лучший результат Олле Кярнера на чемпионатах мира по ориентированию — 5 место на длинной дистанции в датском Орхусе в 2006 году.
Кярнер обладатель бронзы европейского первенства, проходившем в Эстонии в 2006 году.
В составе эстафетной команды Delta выиграл в 2008 году престижнейшую семиэтапную эстафету Юкола.
Кярнер бежал на предпоследнем этапе эстафеты. На последнем седьмом этапе за финскую команду Delta бежал лидер российской сборной Валентин Новиков.